# Gladys Bentley
Gladys Bentley (née le 12 août 1907 à Philadelphie et morte le 18 janvier 1960) est une chanteuse américaine de blues et une des actrices du mouvement de la renaissance de Harlem (mouvement de renouveau de la culture afro-américaine dans l’entre-deux-guerres). Elle s'accompagnait elle-même au piano et composait ses propres paroles.

## Biographie
Née à Philadelphie en Pennsylvanie, dans une famille afro-américaine, elle a déménagé à New York à l'âge de 16 ans. Sa carrière en tant qu'interprète a commencé à se développer lorsqu'elle a commencé à se produire dans l'un des bars clandestins gay les plus connus de New York. Reconnue pour sa voix, elle l'était aussi pour son attitude et son style musical. Ouvertement lesbienne, portant le costume masculin, elle joue du piano et chante ses propres paroles (contant ses aventures avec des femmes) sur des airs populaires tout en flirtant avec les femmes dans le public. elle est considérée comme un des premiers drag kings. 
Sur le déclin après l'abrogation de la prohibition, elle déménage dans le sud de la Californie et meurt le 18 janvier 1960, d'une pneumonie.